# Biakkuckuck
Der Biakkuckuck (Centropus chalybeus) ist eine wenig erforschte Vogelart aus der Gattung der Spornkuckucke (Centropus). Er ist auf den  Inseln Biak und Supiori im Osten Indonesiens endemisch.

## Merkmale
Der Biakkuckuck erreicht eine Größe von 44 bis 46 cm. Die Flügellänge beträgt 189 bis 220 mm, die Schwanzlänge 260 bis 315 mm, die Schnabellänge 40 bis 50 mm, die Lauflänge 47 bis 57 mm und die Länge der Hinterzehenkralle 15,0 bis 16,2 mm. Die Geschlechter sehen gleich aus. Das Gefieder ist schwarz. Die Oberseite hat einen stumpf violetten Glanz. Die Flügel, der lange Schwanz, der Schnabel, die Beine und die Füße sind schwarz. Die Unterseite ist schwarz und dunkelbraun am Bauch. Die Iris ist gelb. Der Biakkuckuck ist kleiner als der Mohrenkuckuck (Centropus menbeki) und untersetzter als der Bernsteinkuckuck (Centropus bernsteini).

## Lautäußerungen
Der Ruf besteht aus lauten, dumpfen Tönen, einer Reihe von aufsteigenden hoot-Tönen, die manchmal etwas beschleunigt werden. Die Töne fallen ab oder bewegen sich in Wellen auf und ab. Auch ein raues, krächzendes und sich wiederholendes bup ist zu hören.

## Verbreitung und Lebensraum
Der Biakkuckuck bewohnt primäre Tieflandregenwälder und dichte Sekundärwälder auf den Inseln Biak und Supiori.

## Lebensweise
Über die Lebensweise ist kaum etwas bekannt, da er häufiger zu hören als zu sehen ist. Er bewegt sich auf dem Boden, an Kletterpflanzen oder auf Bäumen. Seine Nahrung sucht er hüpfend auf dem Boden. Er ist ein ungeschickter Flieger und macht nur kurze Flüge.

## Status
Die IUCN stuft den Biakkuckuck als Art der Vorwarnliste ein („near threatened“). Aufgrund der Lebensraumzerstörung ist der Bestand, der auf 10.000 bis 20.000 Altvögel geschätzt wird, rückläufig. Eine weitere Gefährdung geht von der Jagd aus. Jüngste Beobachtungen deuten darauf hin, dass die Art vermutlich im Sekundärwald relativ häufig vorkommt und wohl auf Supiori weiter verbreitet ist als auf Biak.